# Inertial Upper Stage

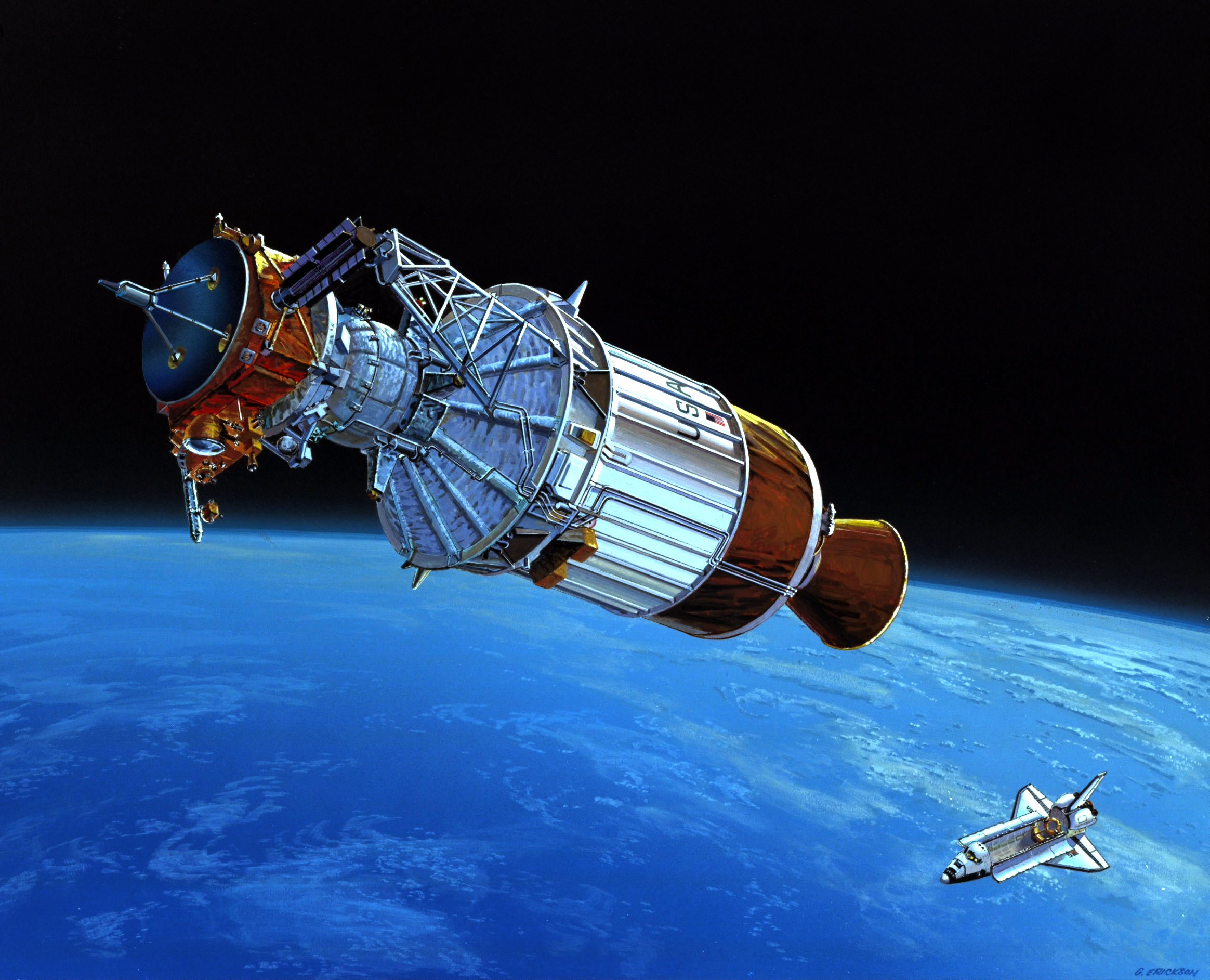
Inertial Upper Stage se sondou Ulysses

Inertial Upper Stage neboli IUS je urychlovací raketový stupeň na tuhé pohonné látky, vyvinutý společností Boeing pro americké letectvo (USAF) a NASA. Stupeň byl navržen k vynášení velkých nákladů z nákladového prostoru raketoplánu Space Shuttle, nebo mohl startovat s raketou Titan III jako její poslední stupeň.

## Vývoj IUS

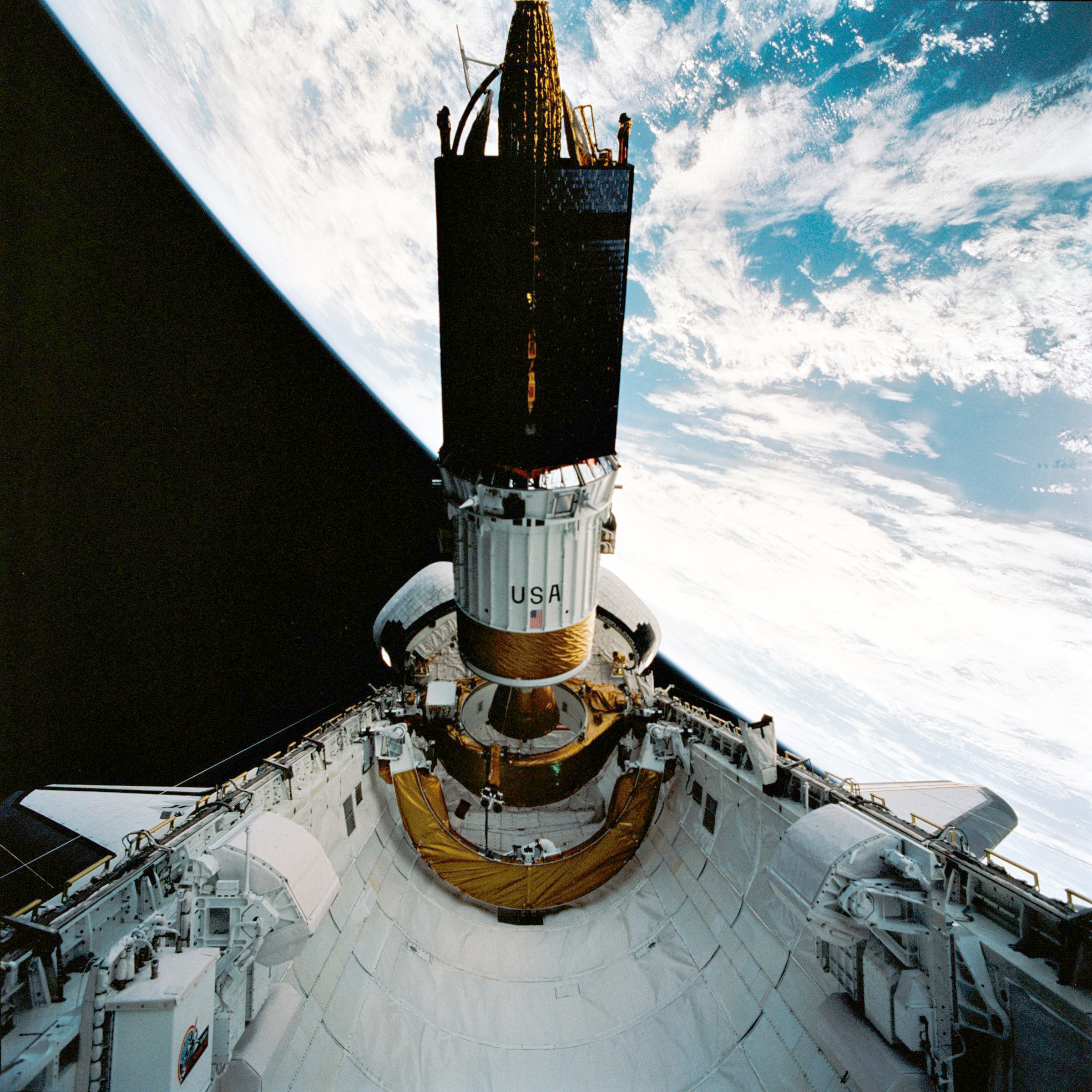
Vypuštění IUS z nákladového prostoru raketoplánu Endeavour při misi STS-54.

Během vývojové fáze programu Space Shuttle (1969 - 1974) chtěla NASA s podporou USAF vyvinout horní stupeň, který by mohl být použit k dopravě užitečného materiálu novým raketoplánem z nízké oběžné dráhy Země na dráhy jako je GTO nebo GEO, nebo pro únikovou rychlost pro planetární sodny. Zároveň tedy, aby mohl být přizpůsoben ke startu na raketě Titan III (nejsilnější americká raketa té doby). To pro případ, kdyby se protáhl vývoj nebo testování raketoplánu. NASA chtěla pro své meziplanetární mise používat stupeň Centaur, ale letectvo chtělo používat stupeň Transtage, který se již používal na Titanech III. Transtage měl výhodu, že používal stejné hypergolické (vznítí se při vzájemném kontaktu) pohonné látky, jako korekční a manévrovací motory raketoplánu.
IUS vznikl jako kompromis mezi Transtage, který nedostačoval potřebám NASA a Centaurem, který sice NASA vyhovoval, ale pro většinu vojenských nákladů byl až příliš předimenzován. Nový stupeň byl dostatečně silný, aby dokázal vynést dvojici vojenských nebo výzvědných satelitů na geostacionární dráhu nad bývalým Sovětským svazem a zároveň dokázal vynášet náklady pro NASA (zejména satelity Tracking and Data Relay Satellite). První IUS odstartoval s raketou Titan 34D v roce 1982. S raketoplánem letěl poprvé při misi STS-6. Hlavním dodavatelem byl Boeing a chemické motory na tuhé palivo dodávala společnost United Technologies.

## Popis

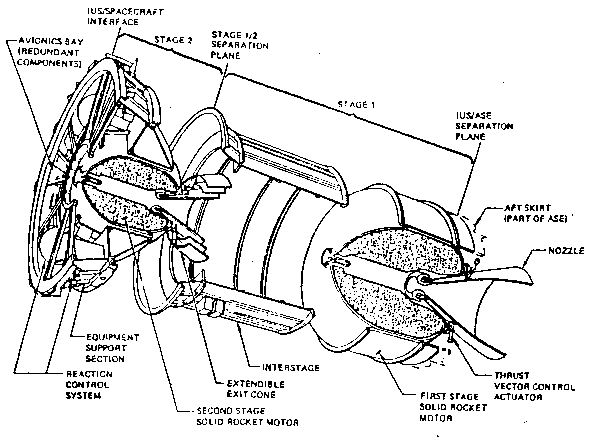
Nákres IUS

IUS je 5,18 metru dlouhý a má 2,8 metru v průměru, celková hmotnost je přibližně 14 700 kg. Stupeň je složen ze dvou samostatných sekcí. První sekce je poháněna velkým raketovým motor motorem na tuhé palivo, jehož hmotnost činí 9700 kg a vyvíjí tah přibližně 188,5 kilonewtonů. Druhá sekce je vybavena menším motorem s 2700 kilogramy tuhého paliva, který vyvíjí tah 80 kilonewtonů. Druhá sekce taktéž obsahuje avioniku, potřebnou k řízení letu. To zahrnuje naváděcí systém, navigaci, řízení, telemetrii, velení a řízení přenosu dat, reaktivní řízení a elektrický systém. Všechny kriticky důležité komponenty avionického systému, spolu se systémem směrování tahu, reaktivním řízením, zážehovým systém motorů a pyrotechnického zařízení pro separaci jednotlivých sekcí jsou zdvojeny pro zajištění vyšší spolehlivosti, která dosahuje 98 procent.
Pro instalaci v nákladovém prostoru raketoplánu se používá zařízení Airborne Support Equipment, které zajišťuje propojení s raketoplánem a následné vypuštění. Toto zařízení je instalováno v samotném raketoplánu a obsahuje avionické vybavení pro zkoušku systémů a mechanický systém pro zdvihnutí a vypuštění IUS s nákladem. Před zažehnutím je IUS zdvižen v úhlu 50° a následně uvolněn. Raketoplán se poté vzdálí do bezpečné vzdálenosti. Při typické misi navede zážeh motoru první sekce náklad na eliptickou přechodovou dráhu a poté se odpojí. Motor druhé sekce poté upraví dráhu na kruhovou pak se oddělí. Při startu na raketách Titan byl IUS s nákladem vynesen na nízkou oběžnou dráhu a poté zážehem svých motorů naveden na požadovanou dráhu.

## Specifikace
První sekce - IUS-1 (ORBUS 21)
- tah: 181,5 kN

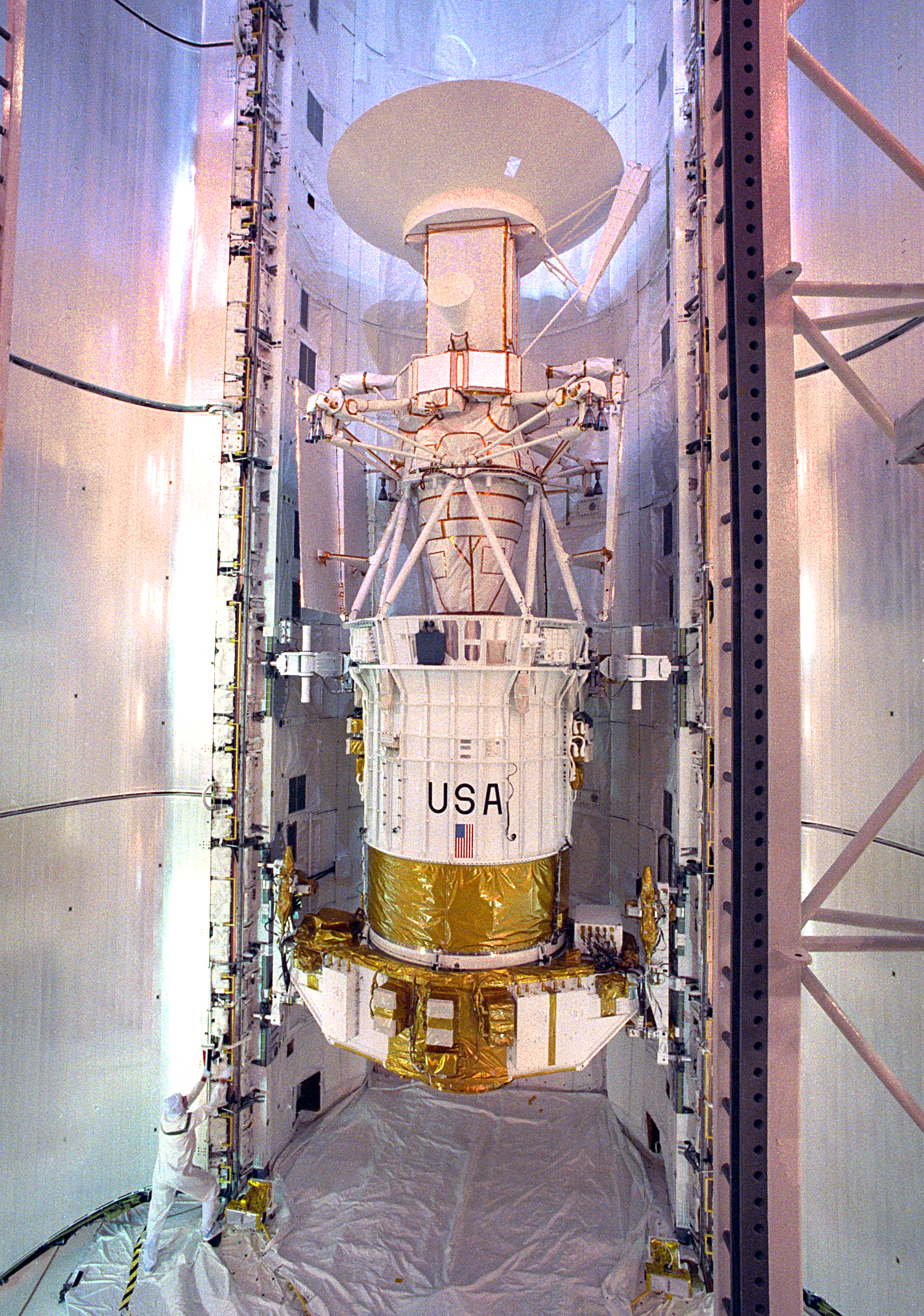
IUS se sondou Magelan.

- specifický impuls: 296 sekund (2900 N.s/kg)
- doba zážehu: 152 sekund
- průměr: 2,34 metru
- délka: 3,52 metru
- hmotnost: 10 840 kg
- prázdná hmotnost: 1130 kg

Druhá sekce - IUS-2 (ORBUS 6)
- tah: 78,4 kN
- specifický impuls: 304 sekund (2980 N.s/kg)
- doba zážehu: 103 sekund
- průměr: 1,61 metru
- délka: 2,08 metru
- hmotnost: 3920 kg
- prázdná hmotnost: 1170 kg

## Mise
| Číslo | Datum startu       | Nosný systém | Užitečné zatížení             | Poznámky                                                                                        | Galerie |
| ----- | ------------------ | ------------ | ----------------------------- | ----------------------------------------------------------------------------------------------- | ------- |
| 1     | 30. října 1982     | Titan 34D    | DSCS-II F16 DSCS-III A1       | Úspěšný start, avšak po většinu letu nebyla přijímána telemetrie.                               |         |
| 2     | 4. dubna 1983      | STS-6        | TDRS                          | Selhání motoru druhého stupně. Družice byla navedena na správnou dráhu pomocí vlastních motorů. |         |
| 3     | 24. ledna 1985     | STS-51-C     | Magnum 1                      | Utajený náklad pro ministerstvo obrany.                                                         |         |
| 4     | 3. října 1985      | STS-51-J     | DSCS-III B4 DSCS-III B5       | Utajený náklad pro ministerstvo obrany.                                                         |         |
| 5     | 28. ledna 1986     | STS-51-L     | TDRS B                        | Zničen při havárii Challengeru.                                                                 |         |
| 6     | 29. září 1988      | STS-26       | TDRS C                        |                                                                                                 |         |
| 7     | 13. března 1989    | STS-29       | TDRS D                        |                                                                                                 |         |
| 8     | 4. května 1989     | STS-30       | Magellan                      | Sonda k planetě Venuši                                                                          |         |
| 9     | 14. červen 1989    | Titan 4A     | DSP 14                        |                                                                                                 |         |
| 10    | 18. října 1989     | STS-34       | Galileo                       | Sonda k planetě Jupiter a jeho měsícům.                                                         |         |
| 11    | 22. listopadu 1989 | STS-33       | Magnum 2                      | Utajený náklad pro ministerstvo obrany.                                                         |         |
| 12    | 6. října 1990      | STS-41       | Ulysses                       | Vesmírná sonda určená k výzkumu Slunce.                                                         |         |
| 13    | 13. listopadu 1990 | Titan 4A     | DSP 15                        |                                                                                                 |         |
| 14    | 15. listopadu 1990 | STS-38       | ?                             | Utajený náklad pro ministerstvo obrany. Magnum 3 nebo SDS-2, přesný náklad neznámý.             |         |
| 15    | 2. srpen 1991      | STS-43       | TDRS E                        |                                                                                                 |         |
| 16    | 24. listopadu 1991 | STS-44       | DSP 16                        |                                                                                                 |         |
| 17    | 13. ledna 1993     | STS-54       | TDRS F                        |                                                                                                 |         |
| 18    | 22. prosince 1994  | Titan 4A     | DSP 17                        |                                                                                                 |         |
| 19    | 13. července 1995  | STS-70       | TDRS G                        |                                                                                                 |         |
| 20    | 23. února 1997     | Titan 4B     | DSP 18                        |                                                                                                 |         |
| 21    | 9. dubna 1999      | Titan 4B     | DSP 19                        | Selhalo oddělení nákladu od IUS.                                                                |         |
| 22    | 23. července 1999  | STS-93       | Rentgenová observatoř Chandra |                                                                                                 |         |
| 23    | 8. května 2000     | Titan 4B     | DSP 20                        |                                                                                                 |         |
| 24    | 6. srpna 2001      | Titan 4B     | DSP 21                        |                                                                                                 |         |
| 25    | 14. února 2004     | Titan 4B     | DSP 22                        |                                                                                                 |         |